# ミコラ・クラフチェンコ
ミコラ・セルヒヨヴィチ・クラフチェンコ（ウクライナ語: Микола Сергійович Кравченко、Mykola Serhiyovych Kravchenko、1983年5月20日 - 2022年3月14日）は、ウクライナの公的および政治的人物であり、極右のアゾフ大隊の主な理論家であり、ウクライナの愛国者の創設者の一人。彼はまた、ナショナル・コーの副党首を務めた。 
ウクライナ紛争の古参兵である彼は、2022年3月14日、ロシアのウクライナ侵攻中に戦死した。